# سد خاکی رضاآباد
سد خاکی رضاآباد مربوط به دوره صفوی است و در شهرستان خمین، بخش مرکزی، دهستان آشناخور، روستای رضاآباد واقع شده و این اثر در تاریخ ۲۰ اسفند ۱۳۸۵ با شمارهٔ ثبت ۱۸۰۵۰ به‌عنوان یکی از آثار ملی ایران به ثبت رسیده است.